# Mount Axworthy
Mount Axworthy ist ein 1640 m hoher Berg an der Lassiter-Küste des Palmerlands auf der Antarktischen Halbinsel. Er ragt im nordwestlichen Teil der Dana Mountains auf.
Der United States Geological Survey kartierte ihn anhand von Vermessungen und mit Hilfe von zwischen 1961 und 1967 entstandenen Luftaufnahmen der United States Navy. Das Advisory Committee on Antarctic Names benannte ihn nach Charles Sheldon Axworthy (* 1930), Hospital Corpsman und Leiter des Unterstützungspersonals auf der Palmer-Station im antarktischen Winter 1965.